# Azar Shahr
Azar Shahr (farsi آذرشهر) è il capoluogo dello shahrestān di Azar Shahr nell'Azerbaigian Orientale.